# Vinnytsia
Vinnytsia (en ukrainien : Вінниця) est une ville d'Ukraine et le chef-lieu administratif du raïon de Vinnytsia et de l'oblast de Vinnytsia. C'est la capitale de la Podolie, région historique. Sa population s'élevait à 370 000 habitants en 2024.

## Géographie
Vinnytsia est arrosée par le Boug méridional et se trouve à 198 km — 260 km par la route — au sud-ouest de Kiev.

### Climat
L'été est généralement long et tiède, avec beaucoup d'épisodes humides. L'hiver est par contre plus court. La température moyenne en janvier est de −5,8 °C, et en juillet de 18,3 °C. Les précipitations annuelles moyennes sont de 638 mm. On peut aussi voir durant six à neuf jours par an des tempêtes de neige.

## Histoire

### Moyen Âge
L'histoire de Vinnytsia commence en 1363 quand le grand-duc du grand-duché de Lituanie Olgierd, exploitant la défaite des Tatars de la Horde d'or, prend le contrôle de la province de Podolie.
Les débuts de l'histoire de la ville sont caractérisés par la construction d'une forteresse en 1363 par le duc Koriatovitch pour protéger la Podolie des invasions tatares. Par la suite, Vinnytsia subit plus de trente invasions tatares entre 1400 à 1569 : se trouvant sur une des pistes d'invasion de la Horde, la ville est complètement détruite en 1431 et en 1561. Malgré ces conditions difficiles, la ville se développe comme marché régional, centre administratif, tout en conservant sa fonction militaire. Les Cosaques, qui forment eux-mêmes une partie de la population, venaient y écouler leurs produits de pêche, chasse et pillage. En 1545, la ville compte 273 maisons et, sept ans après, ce nombre est de 429. Une nouvelle forteresse en bois sur l'île de Kamp est édifiée en 1558 ; la « nouvelle ville » se construit sur la rive droite du fleuve Boug tandis que la « vieille ville » continue son développement sur la rive gauche du fleuve. La forteresse nouvelle est néanmoins brûlée par les Tatars en 1580. À la suite de l'union de Lublin en 1569, l'Ukraine est intégrée à la Pologne et Vinnitsa, siège de tribunal et lieu des assemblées des nobles, devient en 1598 la capitale de fait de la province de Bratslav.

### Époque moderne
La preuve de son rôle significatif dans la vie de la région est l’exonération des taxes du commerce dans tout le territoire lituanien à partir de 1580. Le développement important de la vie culturelle des citoyens s'est produit pendant cette période. Les catholiques ont fini la construction de leurs deux monastères en 1617 et 1624. En 1642, le collégial des Jésuites. Grâce aux efforts de Petro Mohila, célèbre mécène culturel, et de Mikhailo Kropyvnytskiy, le responsable de Bratslav, le collège orthodoxe est ouvert en 1632.
L'événement important du XVIIe siècle est la défaite de l'armée polonaise en mars 1651 par les troupes cosaques d’Ivan Bohun.

### XIXesiècle
La ville est devenue le centre de la région après l'établissement du gouvernement de Podolie en 1797. Au début de 1798, le Gorodovoïé Polojenié (loi sur l’autonomie locale) a été établi à Vinnytsia, tandis que sur tout le territoire de la Russie, elle ne sera adoptée seulement qu’après 1801. À partir de cette époque, on remarque la croissance constante de la ville. En 1860, il y avait dix mille habitants, cinq écoles, un hôpital, 180 magasins et un théâtre.
Le développement de la ville a été accéléré par la construction du chemin de fer Kiev – mer Baltique et l'ouverture de la liaison Koziatyn – Zdolbouniv. Ainsi la connexion directe avec Kiev, Odessa, Moscou, Saint-Pétersbourg et la Pologne devient-elle possible.
Durant les quarante dernières années du XIXe siècle, Vinnytsia s'agrandit. Elle occupe la première place dans le gouvernement de Podolie en termes de facilité des communications.

### Début duXXesiècle
Au début du XXe siècle, la ville va considérablement changer. En 1911, la première ligne d’approvisionnement en eau fut construite, l’électricité fut installée. En 1912 la connexion du tramway entre Zamostya et le centre-ville est ouverte, la construction de l’usine de phosphate est achevée. Depuis 1914, Vinnytsia devint le centre administratif du gouvernement de Podolie.
Le gouvernement de la république populaire d'Ukraine s'y installa temporairement, dans l'hôtel Savoy, situé au centre-ville en 1917-1918.
Intégrée à l'Union soviétique en 1922, la ville est devenue le centre de la région en 1923, et depuis 1932, le centre administratif de l'oblast de Vinnytsia.

### Les massacres de 1937-1938
La ville subit d'irremplaçables pertes humaines dues aux répressions staliniennes. Le 7 juin 1937, une réunion à la Maison du Parti communiste, boulevard Lénine, décide de faire de Vinnytsia le centre de la répression en Ukraine. Trente mille hommes de la région âgés de 17 à plus de 50 ans furent arrêtés ; 18 000 prisonniers furent internés dans la prison municipale (300 personnes dans des cellules prévues pour 18) et 12 000 dans des carrières voisines. Plus de 10 000 furent massacrés dans les locaux du NKVD et enterrés dans plusieurs fosses communes : parc de la Civilisation, cimetière militaire chaussée de Litine et plantation d'arbres fruitiers de Dolinki. Ils[Qui ?] construisirent une piste de danse sur l'un des charniers… Trois charniers furent exhumés par les occupants allemands en 1943.
Le massacre fut planifié par Lavrenti Beria, Lazare Kaganovitch, Levitski (commissaire de l'oblast de Vinnytsia), le général Kharitonov (commandant le district militaire du sud-ouest) et Tcheremych, statisticien de l'oblast. Il fut mis à exécution par la direction locale du NKVD : le commandant Sokolinski (chef du NKVD local), Abramovitch (chef de la prison), Rosenbaum (adjoint du précédent), Chyrin (chef de la section de sûreté du NKVD) et Tomtchynski (chef des sections spéciales du NKVD). Lors de cette réunion, Kaganovitch déclara : « Que fais-je de mon peuple s'il trahit les doctrines de nos chefs ? Je l'extermine ! » « Il faut que justice soit faite, quand même il[Qui ?] se chiffrerait à 100 millions ». « Pour exterminer 40 millions d'individus, il suffit de détruire les forces qui de ces 40 millions ont fait précisément un peuple »[incompréhensible][réf. souhaitée]. « On a pu reconstituer le scénario de ce qui s'était passé. En 1937 et 1938, des équipes du NKVD écumèrent les villes et les villages de la région, arrêtant les gens. L'épouse d'une des victimes témoigna des paroles adressées à son mari par les agents du NKVD lors de son arrestation : « Eh, toi, chien ! Tu as assez vécu… » D'autres témoins rapportèrent que des vengeances personnelles semblent avoir été les causes de certaines arrestations, comme la convoitise d'une maison ou d'un appartement ou encore une menace verbale proférée à un simple membre du parti communiste. Il apparaît donc que la majorité des arrestations le fut pour des motifs personnels mais souvent liés au caractère ethnique. Pour les Ukrainiens cela n'était pas à proprement parler nouveau, depuis plus de vingt ans déjà ils étaient regardés avec suspicion par les citadins, essentiellement russes ou juifs et membres du parti communiste, et leur opposition à la collectivisation les avait à jamais mis au ban de la société soviétique. »[réf. souhaitée]

### L'occupation allemande
Hitler installe en 1942 à proximité de la ville son quartier général le plus à l'est, appelé Werwolf (loup-garou) et Göring visite le théâtre de la ville à cette occasion.
En 1943 les Allemands, informés par des survivants ukrainiens des massacres, entreprennent de fouiller les charniers. Ils rassemblent un comité international d'experts (y compris de pays neutres comme la Suède) qui découvre l'ampleur et les modalités des massacres commis par les communistes. Cette découverte est amplement exploitée par la propagande nazie, tout comme l'exhumation des charniers de Katyn où le NKVD a massacré plus de 25.000 officiers polonais.
En raison de la proximité du Werwolf, la Wehrmacht installe un régime spécial à Vinnytsia.
C'est à Vinnytsia qu'est notamment prise en août 1942 la décision de l'incorporation de force des Alsaciens-Mosellans dans la Wehrmacht.
L’Einzatsgruppe C extermine la totalité de la population juive de la ville et aurait assassiné jusqu'à 28 000 personnes. En 1942 le quartier juif de Yerusalimka est détruit. Une photo intitulée Le dernier Juif de Vinnytsia montre un membre de l’Einzatsgruppe D juste avant qu'il abatte un homme à genoux devant un charnier plein de corps. Le titre provient d'une inscription au dos de la photo trouvée dans l'album d'un soldat allemand.
La ville a été libérée par l'Armée rouge le 20 mars 1944. Redevenus maîtres du pays, les Soviétiques enterrent tout souvenir des massacres de 1937-1938 de Vinnytsia, voués à un oubli total, tandis que les massacres de Juifs par les nazis et leurs supplétifs sont englobés dans une mémoire générale des victimes du fascisme – les Juifs devenant eux-mêmes entre-temps des cibles de la répression soviétique. C'est seulement après l'effondrement du communisme, dans les années 1990, que les Ukrainiens pourront apprendre ce qui s'est passé.

### De 1944 à nos jours

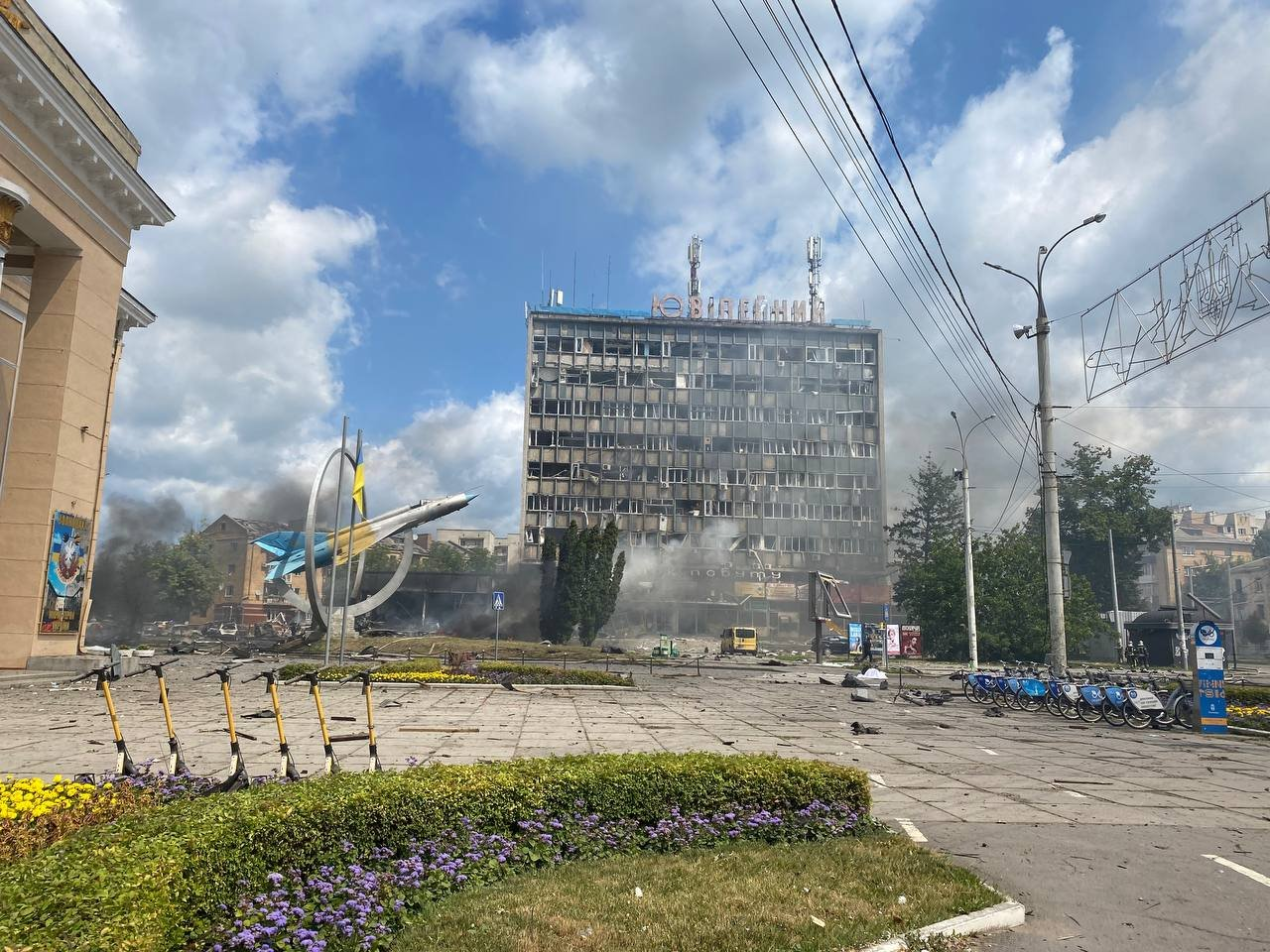
Le monument à la Force aérienne ukrainienne et le bâtiment frappé par un missile de croisière le 14 juillet 2022.

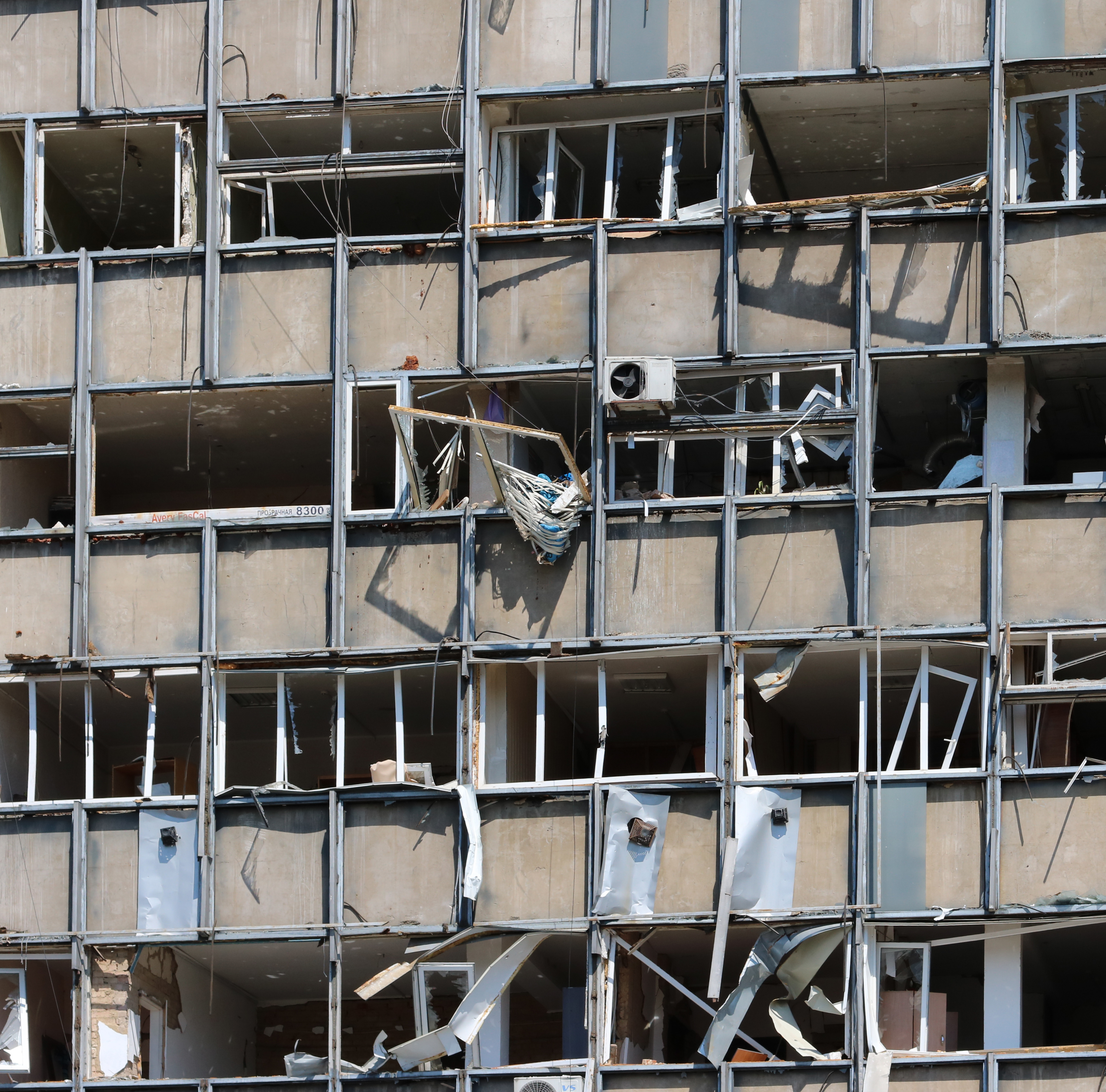
L'immeuble Yuvileinyi, en centre ville, frappé par un missile de la marine russe le 14 juillet 2022, lors d'un des bombardements de Vinnytsia. 22 personnes sont mortes, et au moins 202 autres blessées.

Pendant la Seconde Guerre mondiale, le nombre d'habitants est passé de 100 000 à 27 000. Sur les cinquante usines, seulement dix avaient survécu, 1880 maisons ont été totalement détruites. Grâce aux efforts des habitants de la ville et d'habitants des autres régions du pays, l'industrie de la ville était pratiquement reconstituée vers la fin de 1948. Et bientôt, après l’électricité, la radio et la métallurgie, d'autres industries se développaient au centre de la région. Le trolleybus est inauguré en 1964, dotant ainsi la ville d’un moyen moderne de circulation urbain.

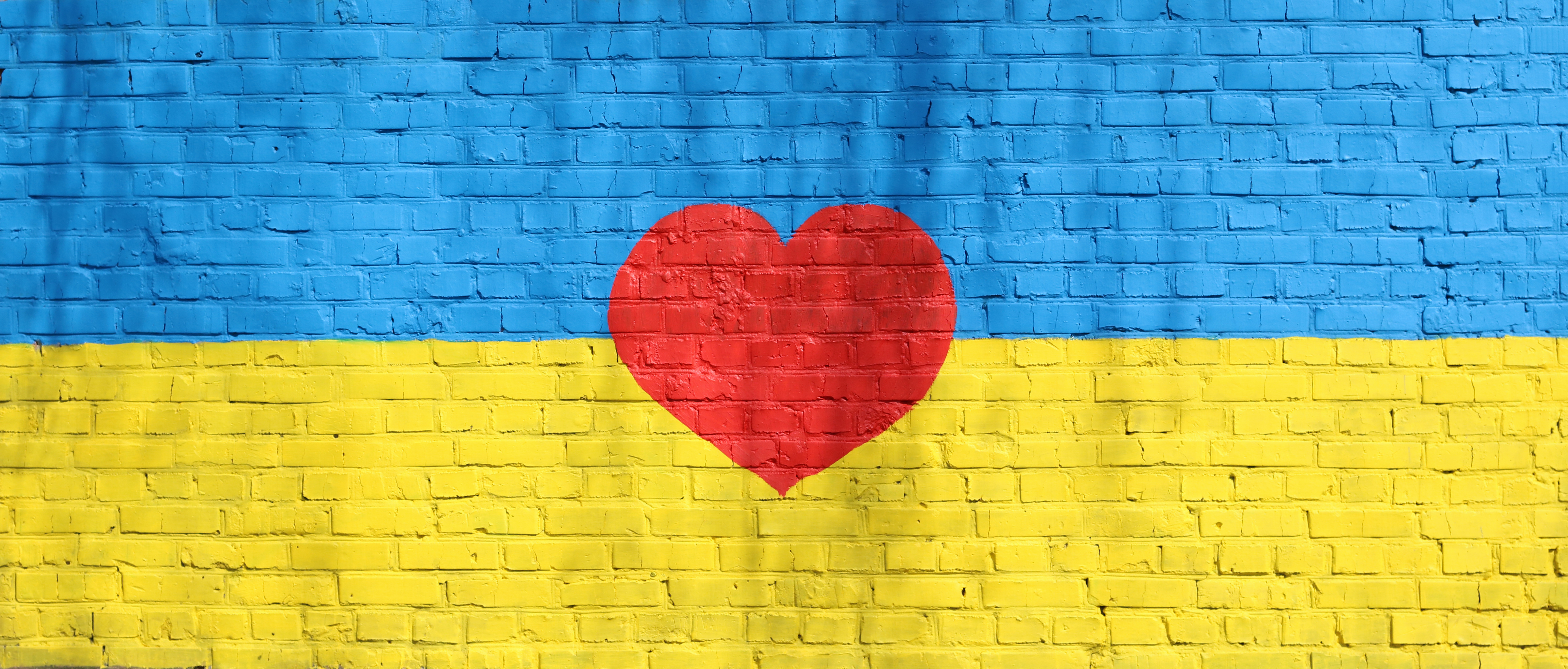
Graffiti patriotique à Vinnytsia en soutien à l'Ukraine contre l'Invasion de l'Ukraine par la Russie de 2022. Mars 2022.

## Population
Recensements (*) ou estimations de la population :
| 1897*  | 1923*  | 1926*  | 1939*  | 1959*   | 1970*   |
| ------ | ------ | ------ | ------ | ------- | ------- |
| 30 563 | 45 585 | 52 454 | 93 032 | 121 854 | 211 572 |

| 1979*   | 1989*   | 2001*   | 2012    | 2013    | 2014    |
| ------- | ------- | ------- | ------- | ------- | ------- |
| 314 446 | 374 304 | 356 665 | 370 814 | 371 698 | 372 116 |

## Éducation
- L'université pédagogique d’État.
- L'université technique nationale de Vinnytsia.
- L'université médicale nationale de Vinnytsia.

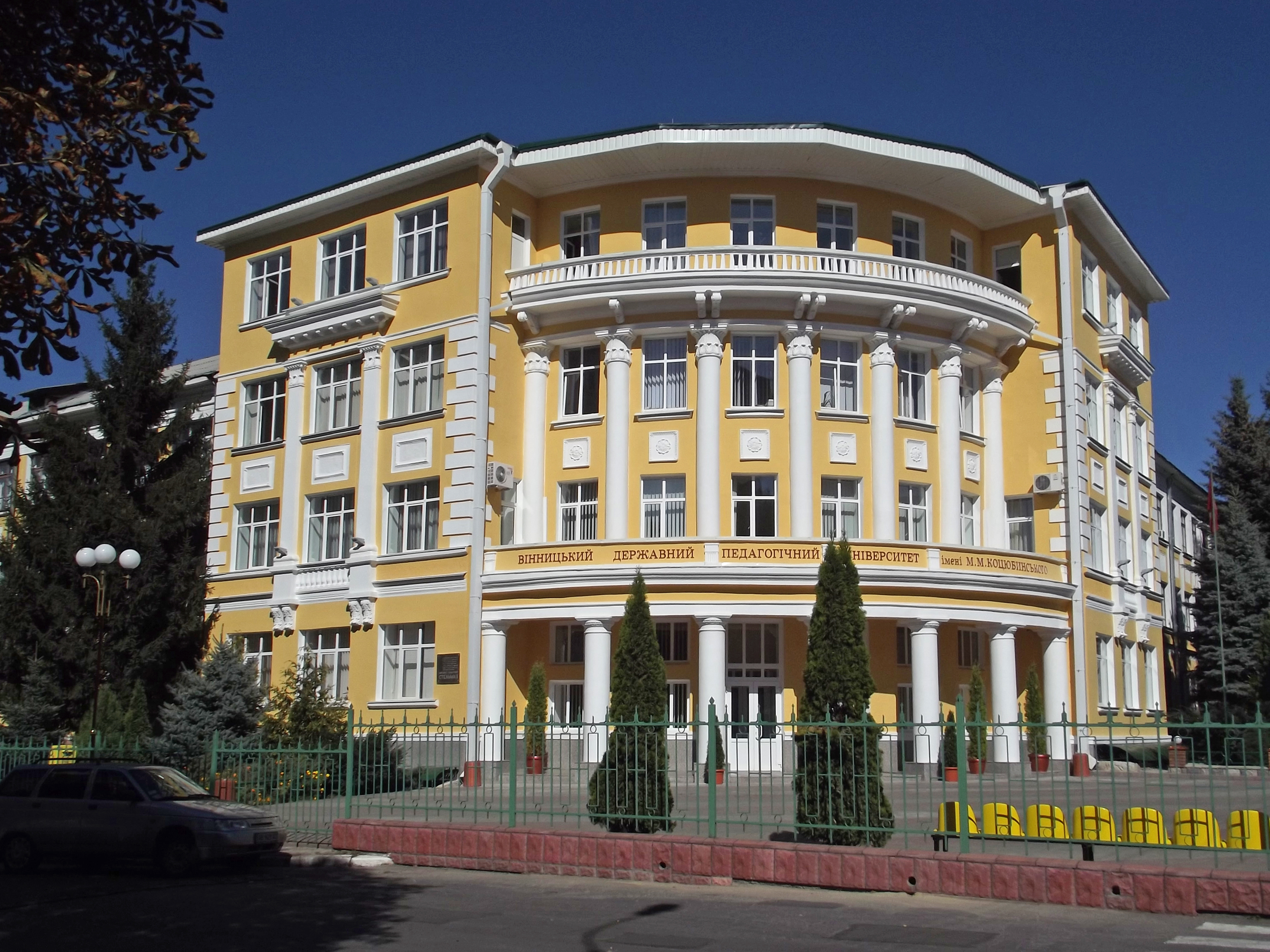
Pédagogique,
médicale, 56 rue Pirovada, classée[7],
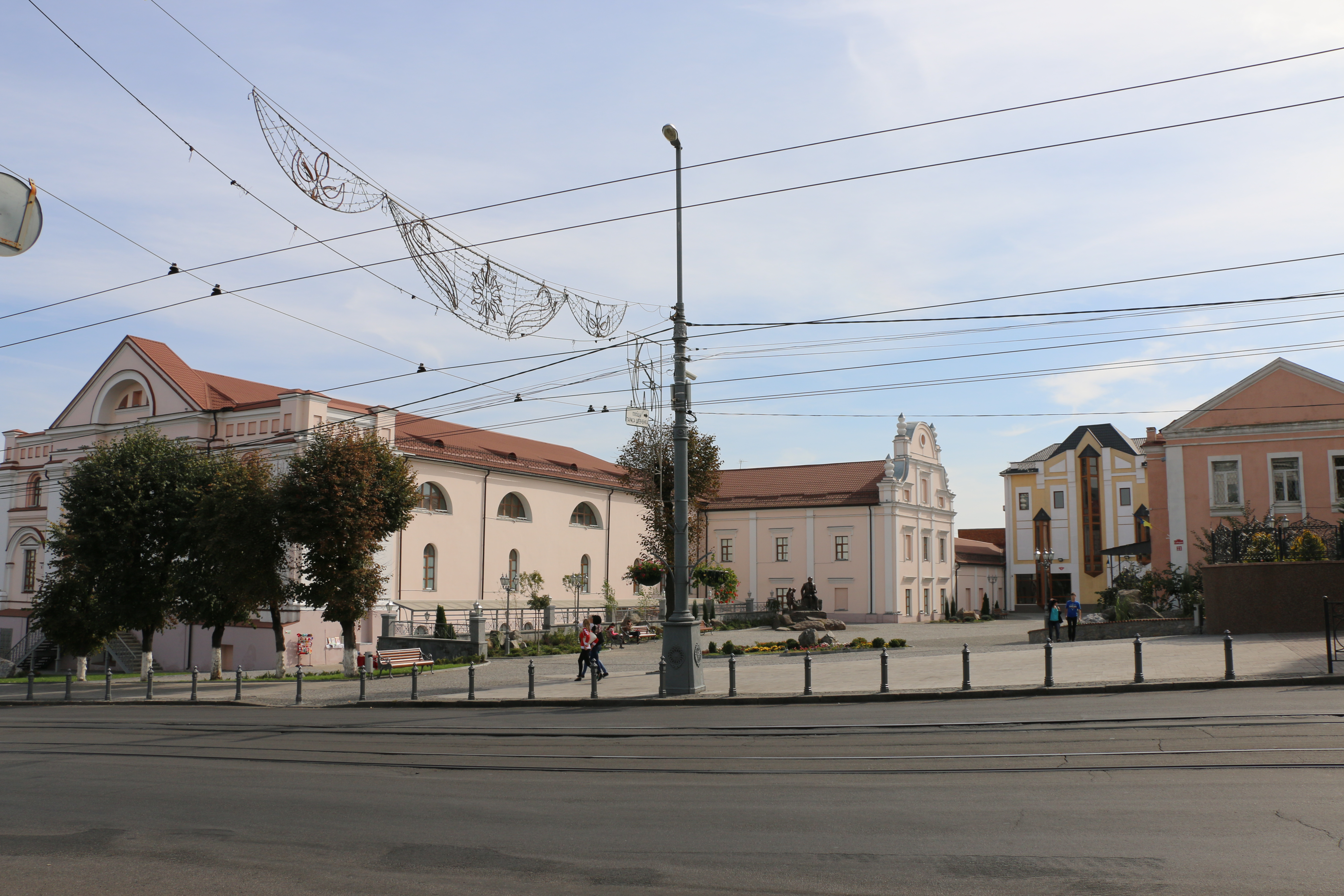
le collège jésuite de Vinnytsia,
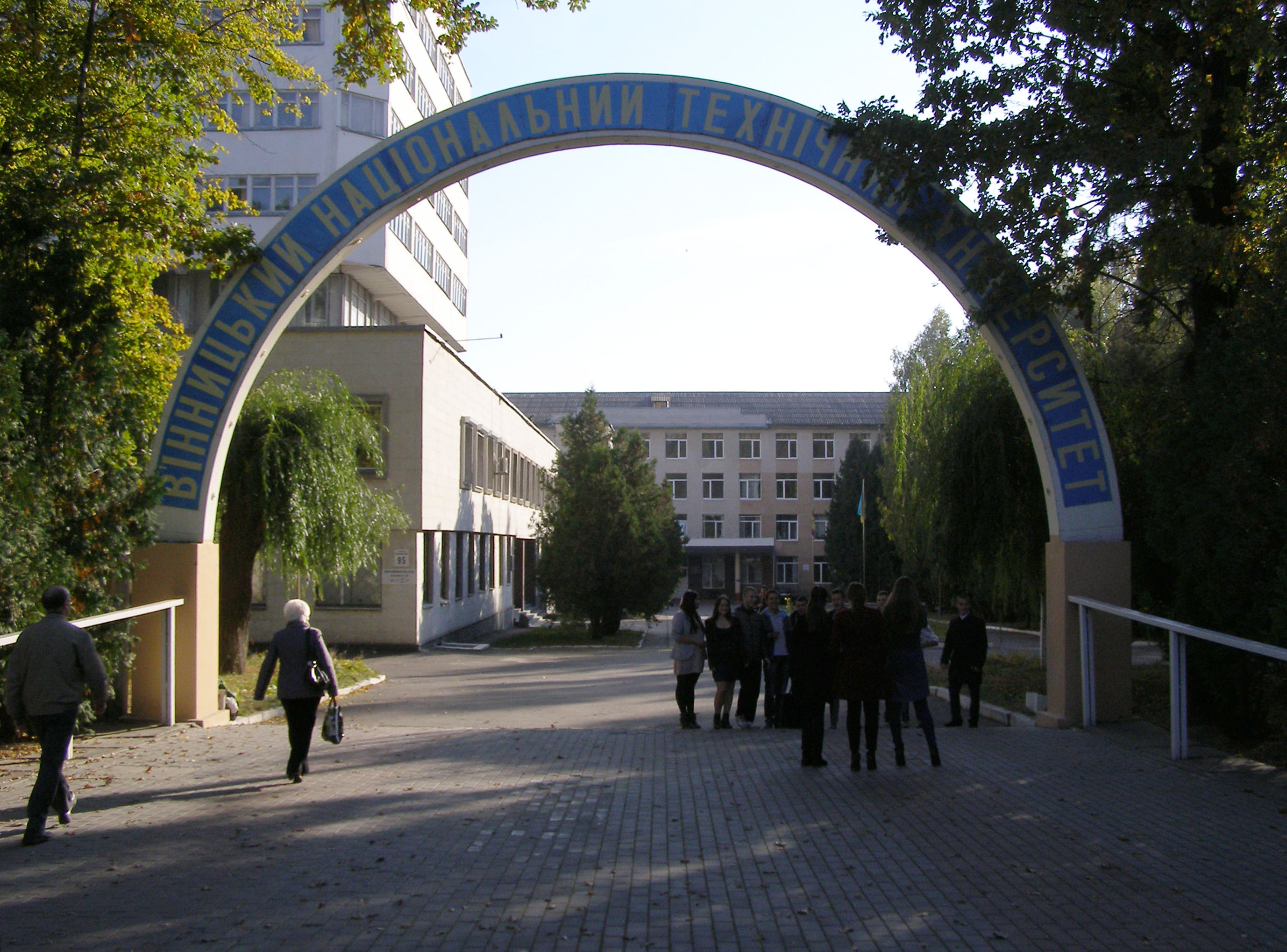
Technique.
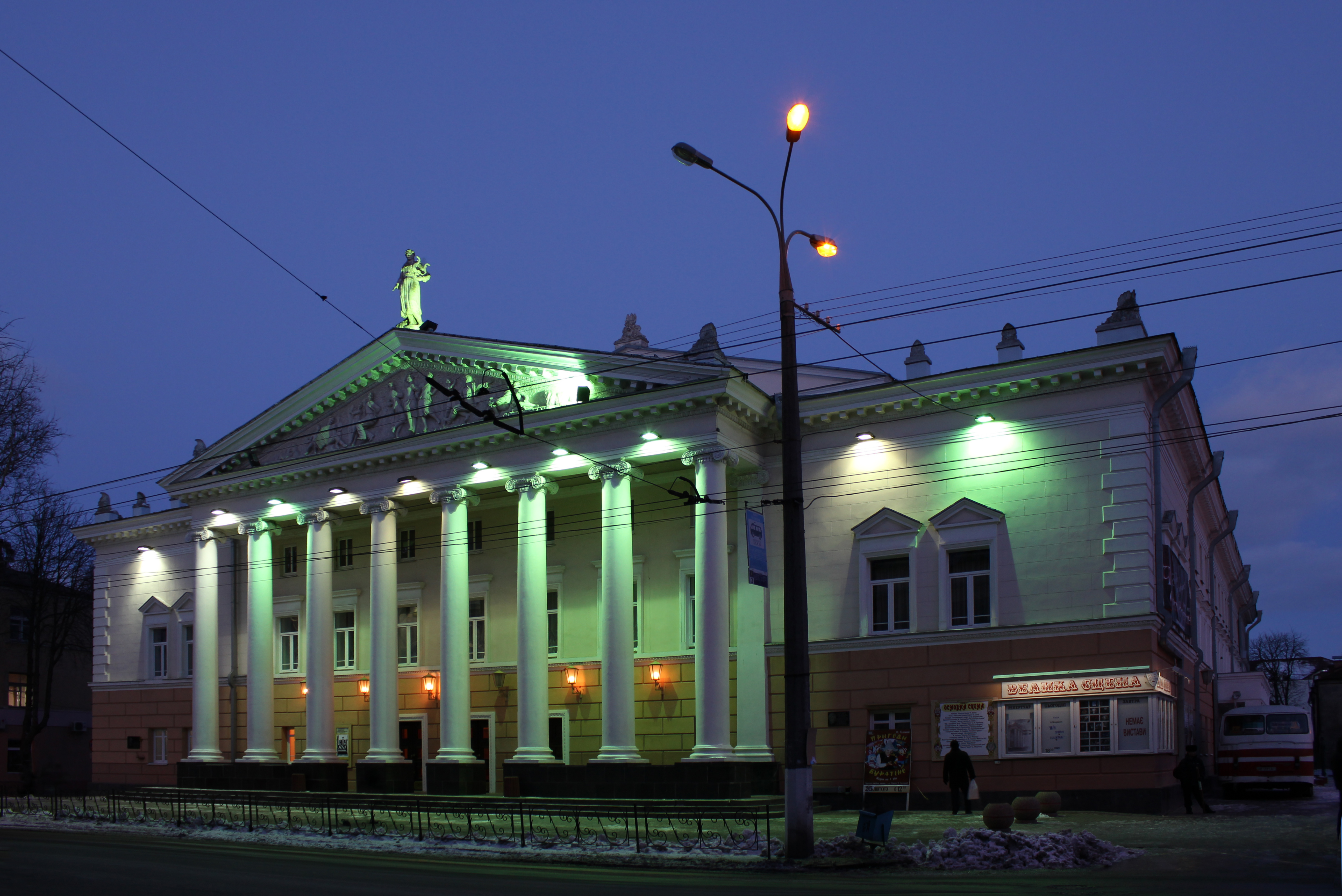
Musique et théâtre.

## Tourisme

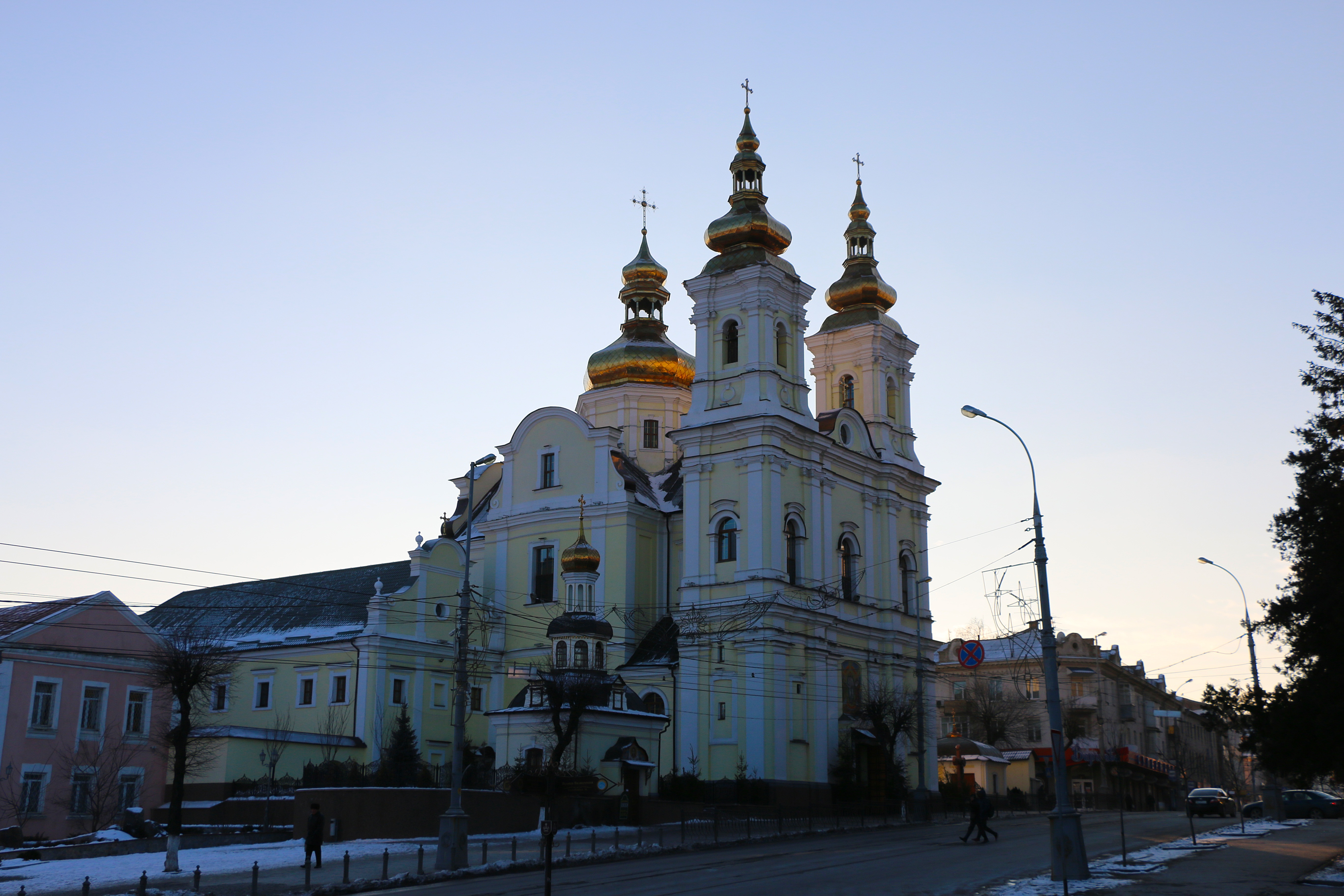
Le monastère dominicain de Vinnytsia et sa cathédrale de la Transfiguration.

Nikolaï Pirogov, le célèbre chirurgien, fondateur de la Croix-Rouge russe, passa les vingt dernières années de sa vie à Vinnytsia. Il sauva Giuseppe Garibaldi de la gangrène. La ville lui a consacré un musée.
Sous le patronage de l'UNESCO, la plus grande collection d'icônes de Podilla est exposée dans le musée des études régionales.
La ville possède un aéroport, l'Aéroport de Vinnitsia et le musée de la Force aérienne ukrainienne.

## Patrimoine
- Tour de télévision de Vinnytsia, 354 mètres de hauteur.
- Église baptiste de Vinnytsia, la plus grande église évangélique de toute l'Europe.
- Le Parc central de Vinnytsia.
- Le musée de la Guerre d'Afghanistan (1979-1989).
- Le Musée Mykhaïlo-Kotsioubynsky et le parc mémorial des guerres slaves.
- Le musée d'État Pirogov.
- Le musée du château d'eau de Vinnytsia.
- Musée d'art de Vinnytsia.
- Le musée local d'histoire de Vinnytsia.

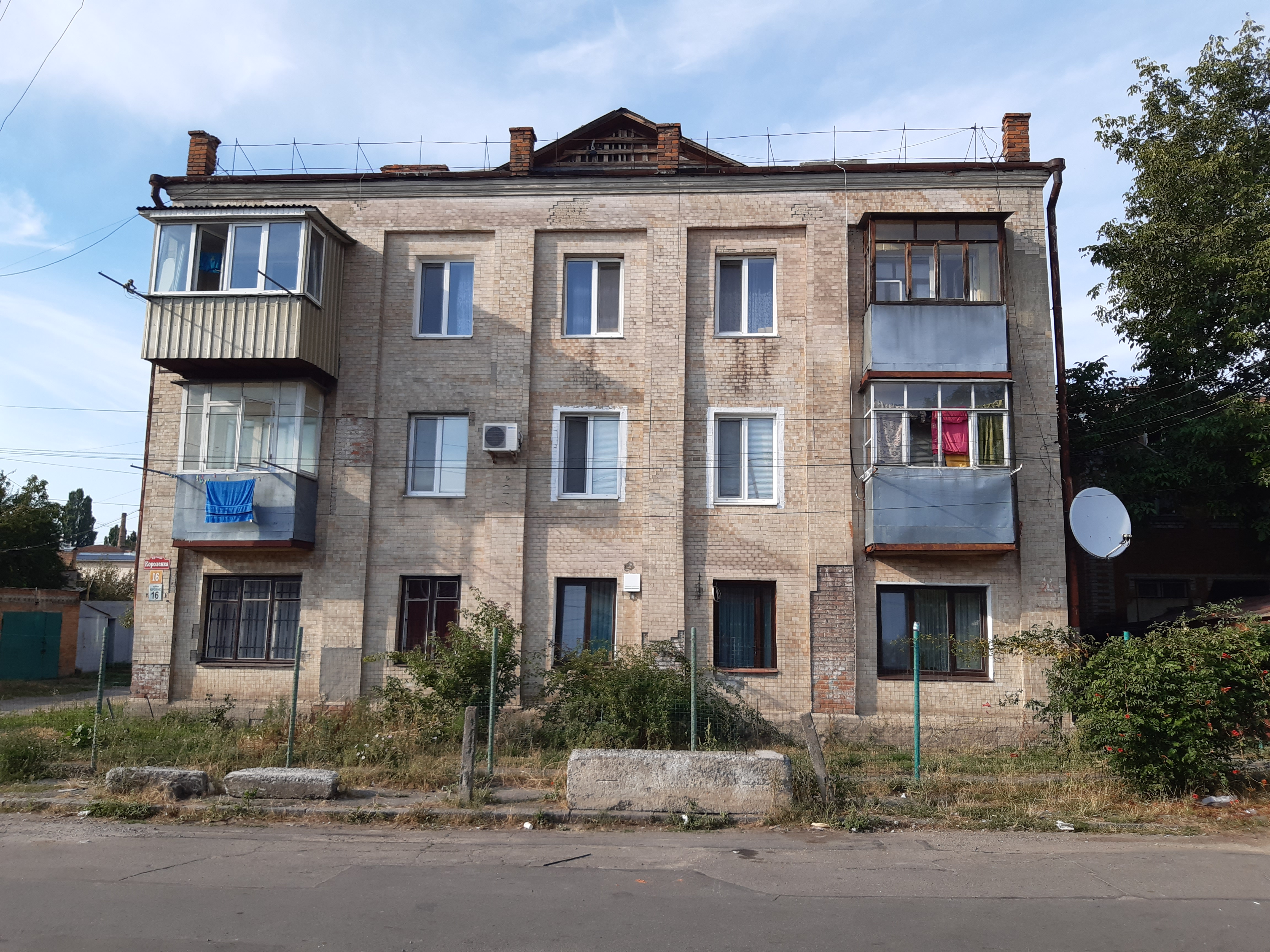
La synagogue Novovarzana, classée
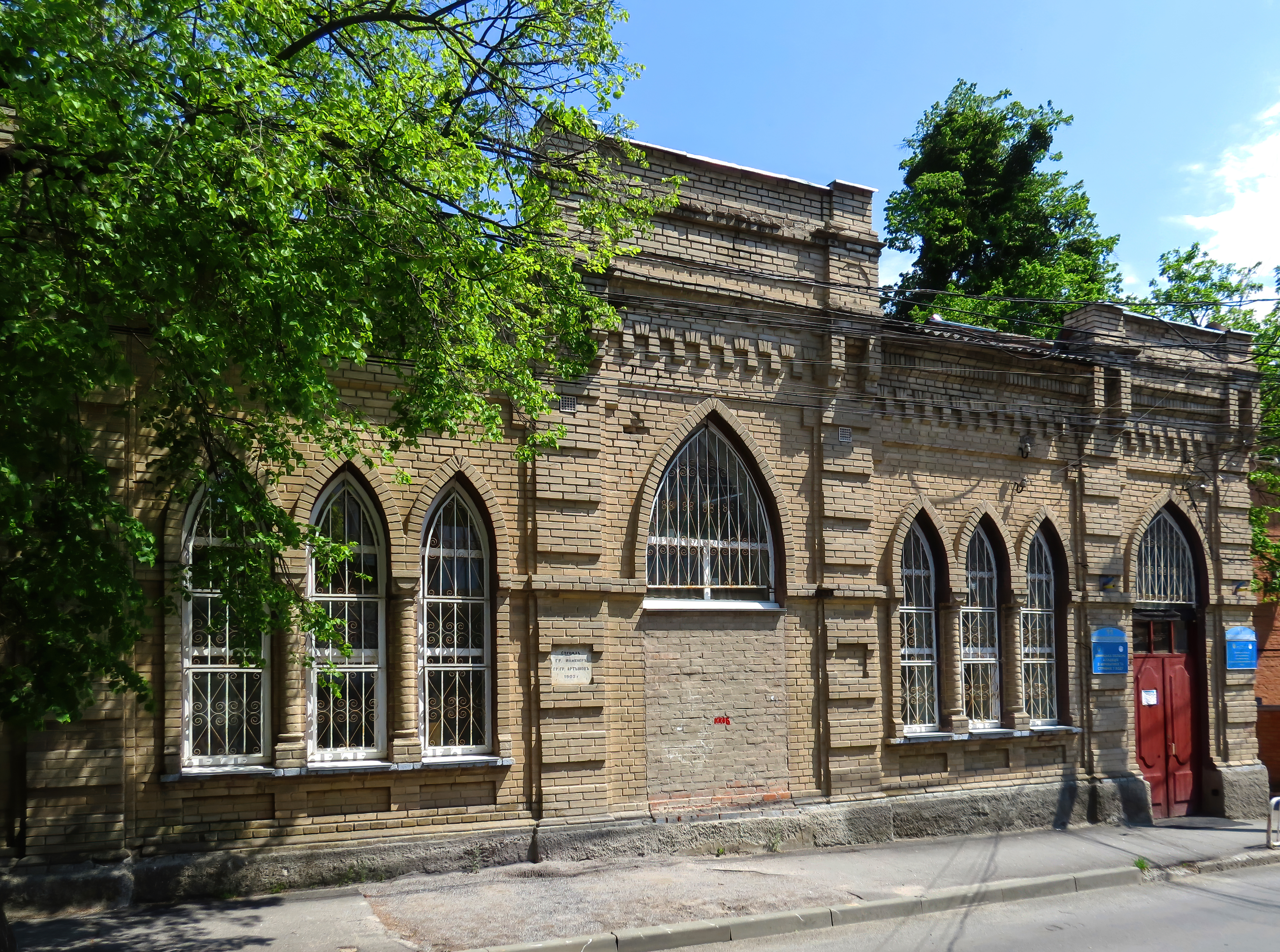
La synagogue Reicher, classée
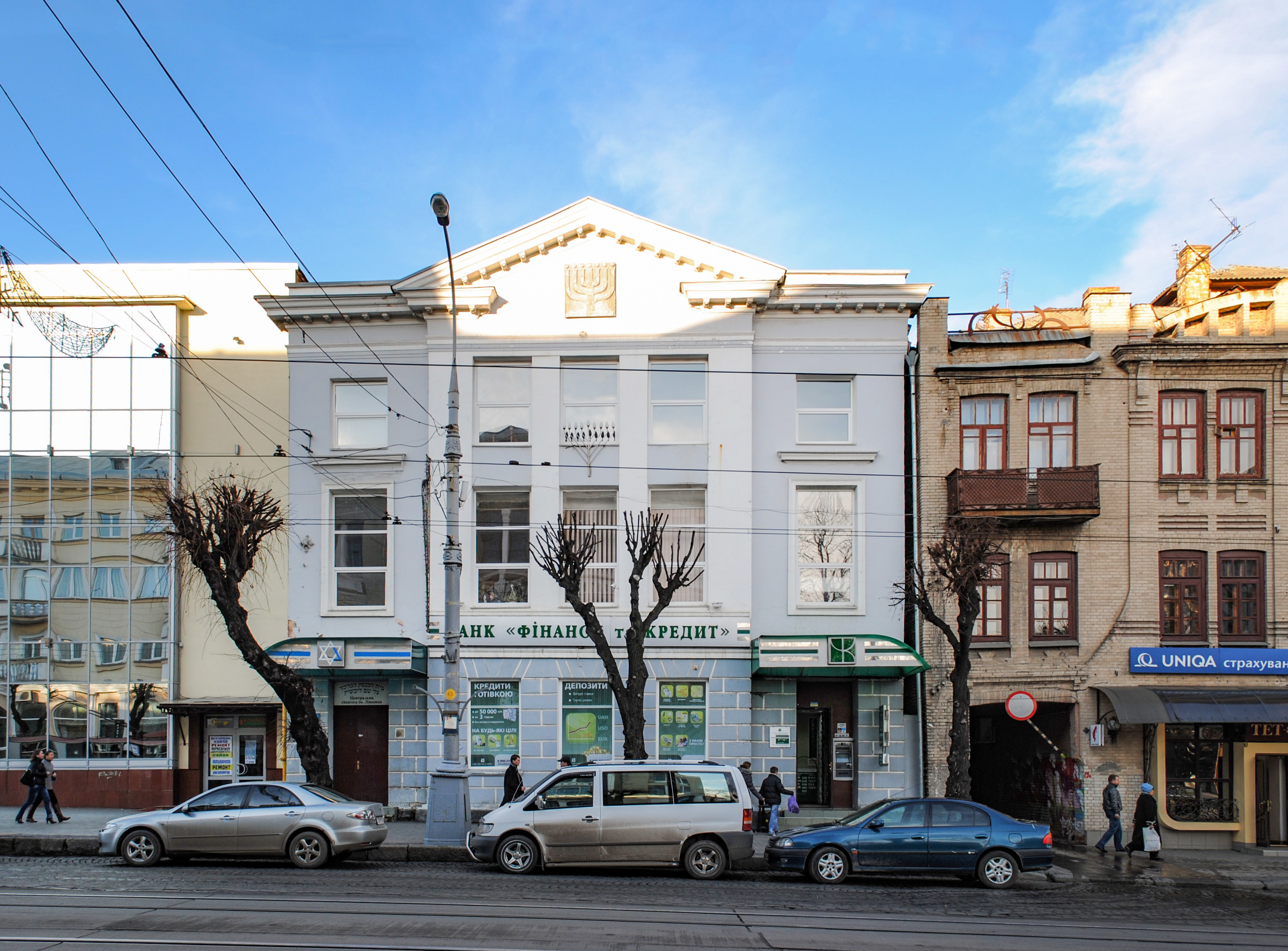
La synagogue Livchyts, classée
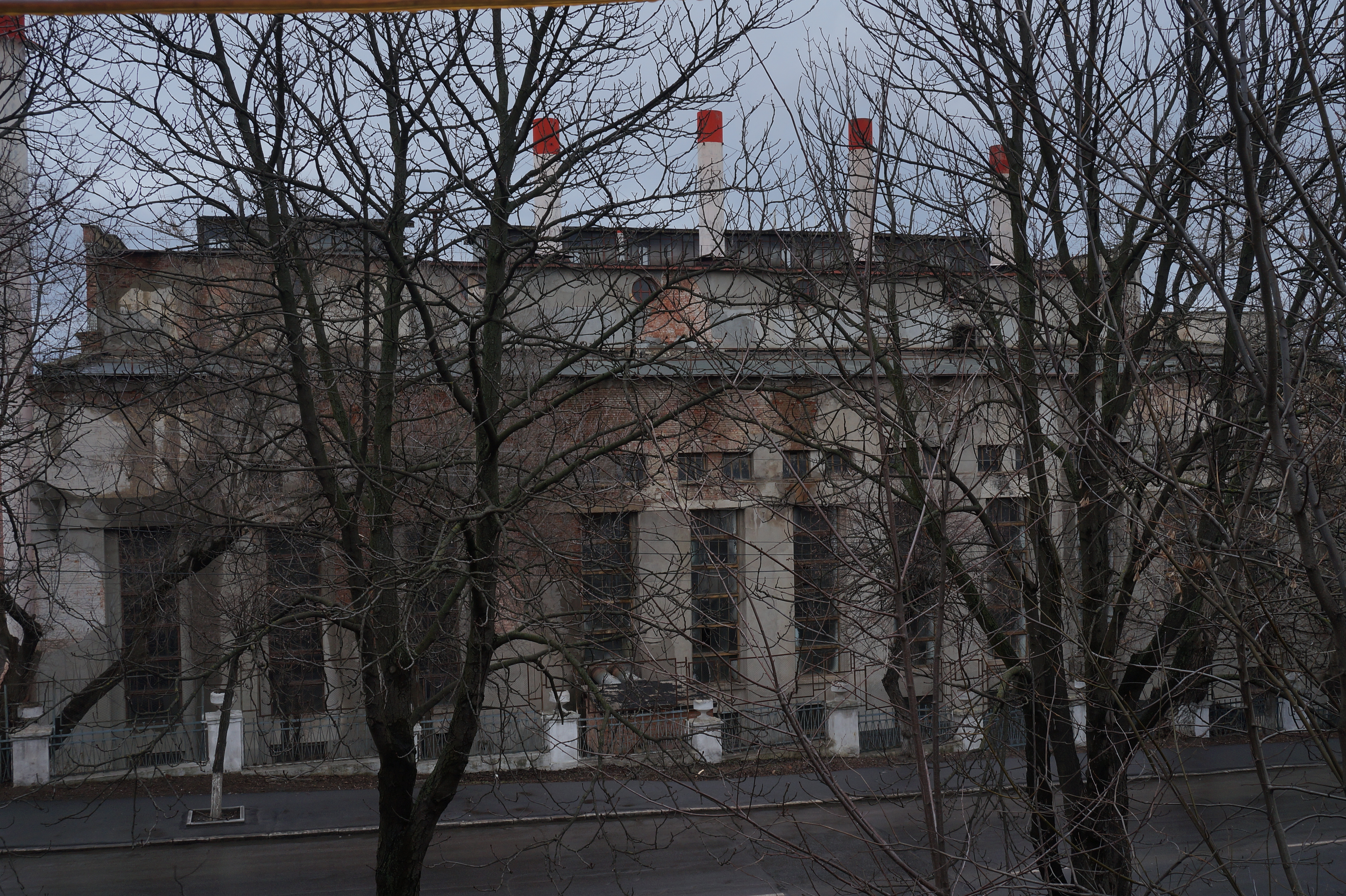
La centrale thermique de Vinnytsia, classée
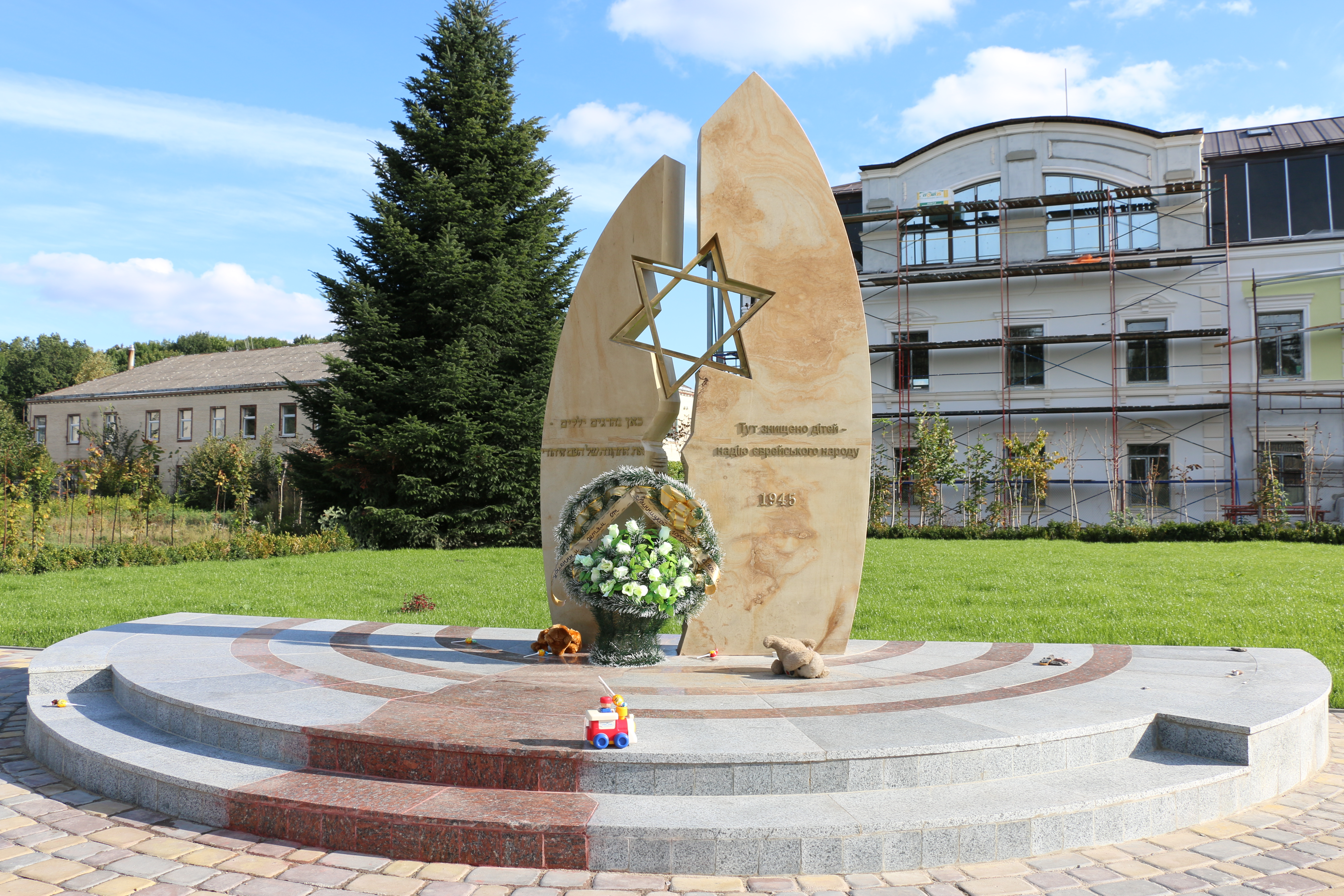
Mémorial à l'Holocauste, classé
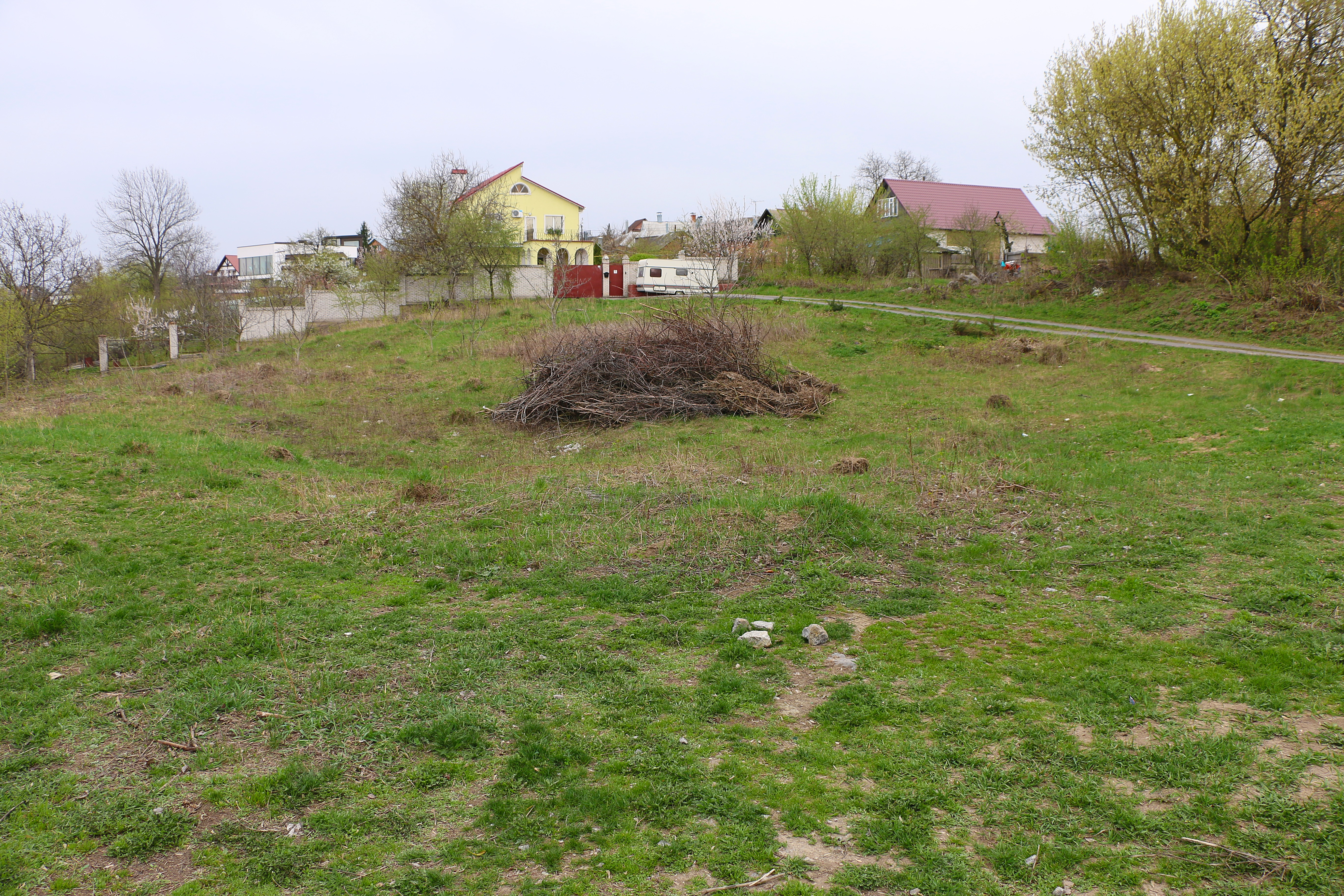
Tumulus, classée
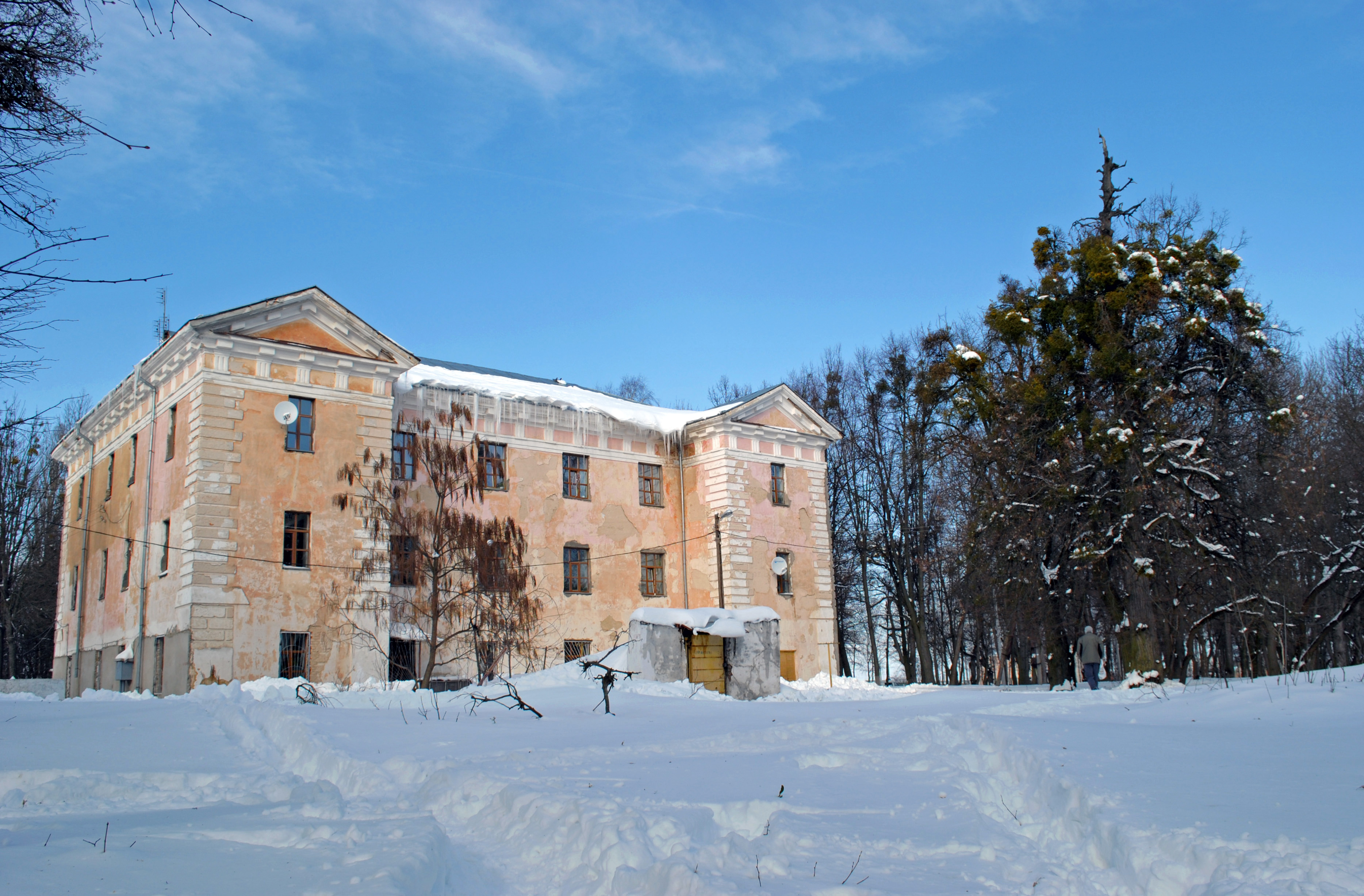
Le château Piatnichanski, classé
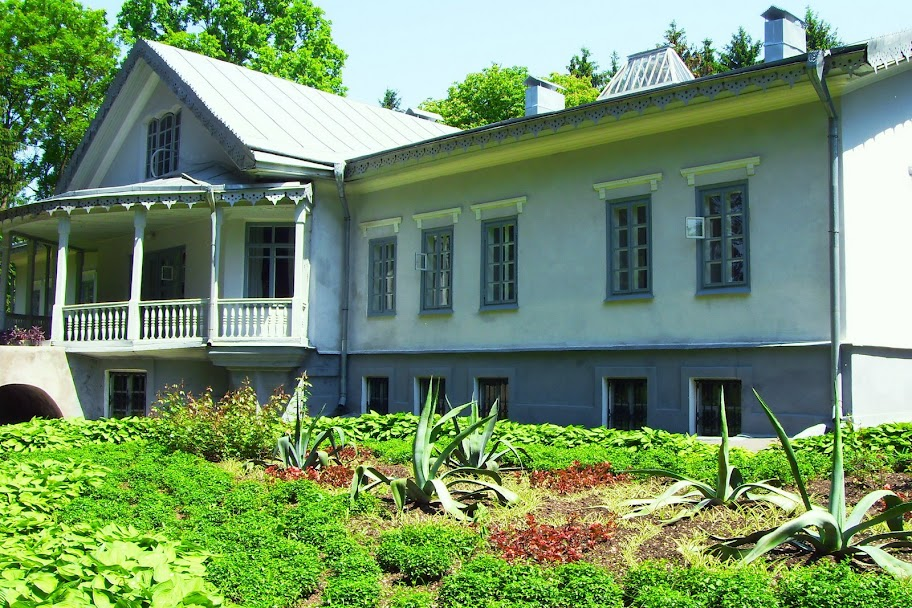
la maison du musée Pirogov, classé
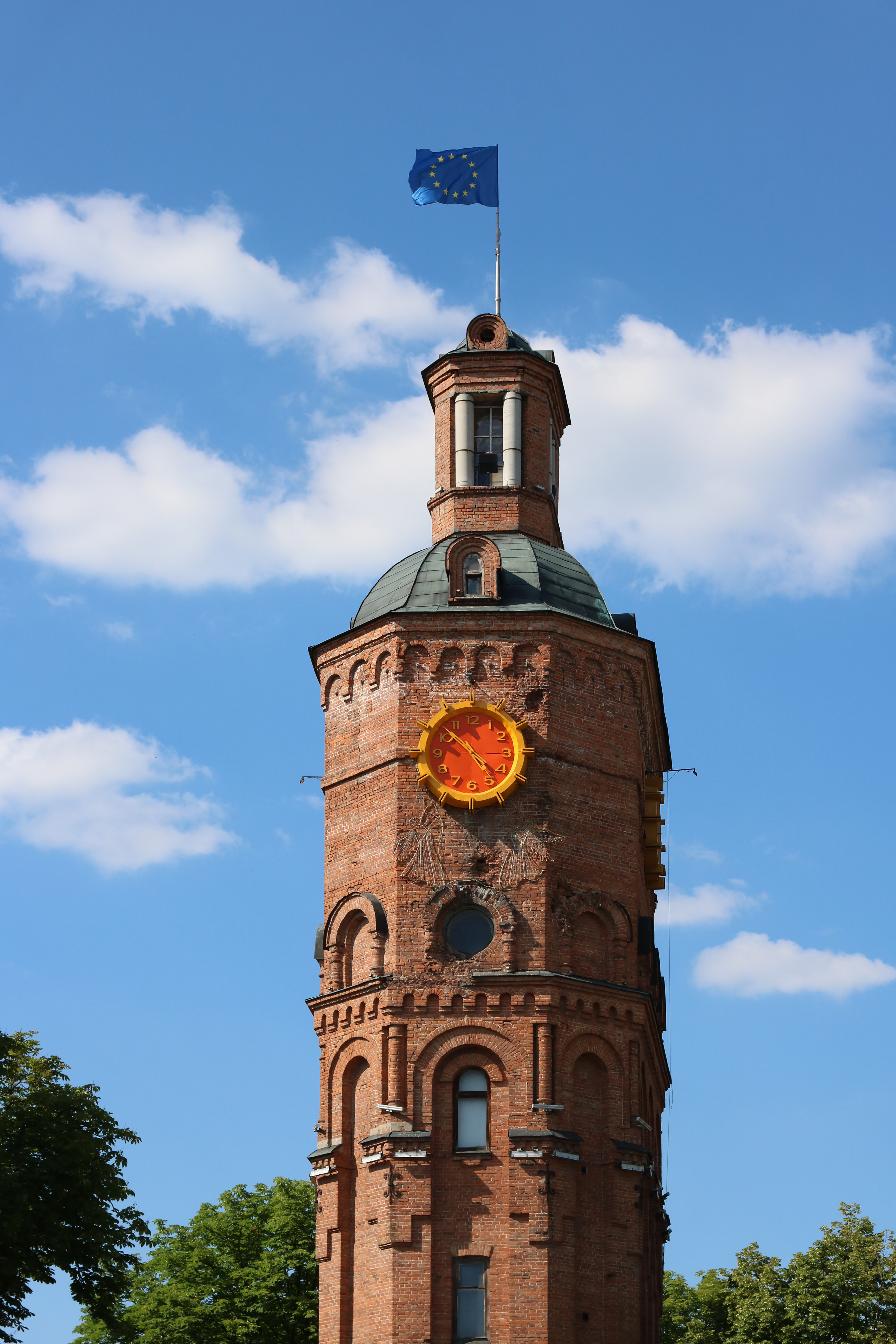
La vieille tour, également dénommée tour d'Artynov, portant le drapeau européen.

## Transports

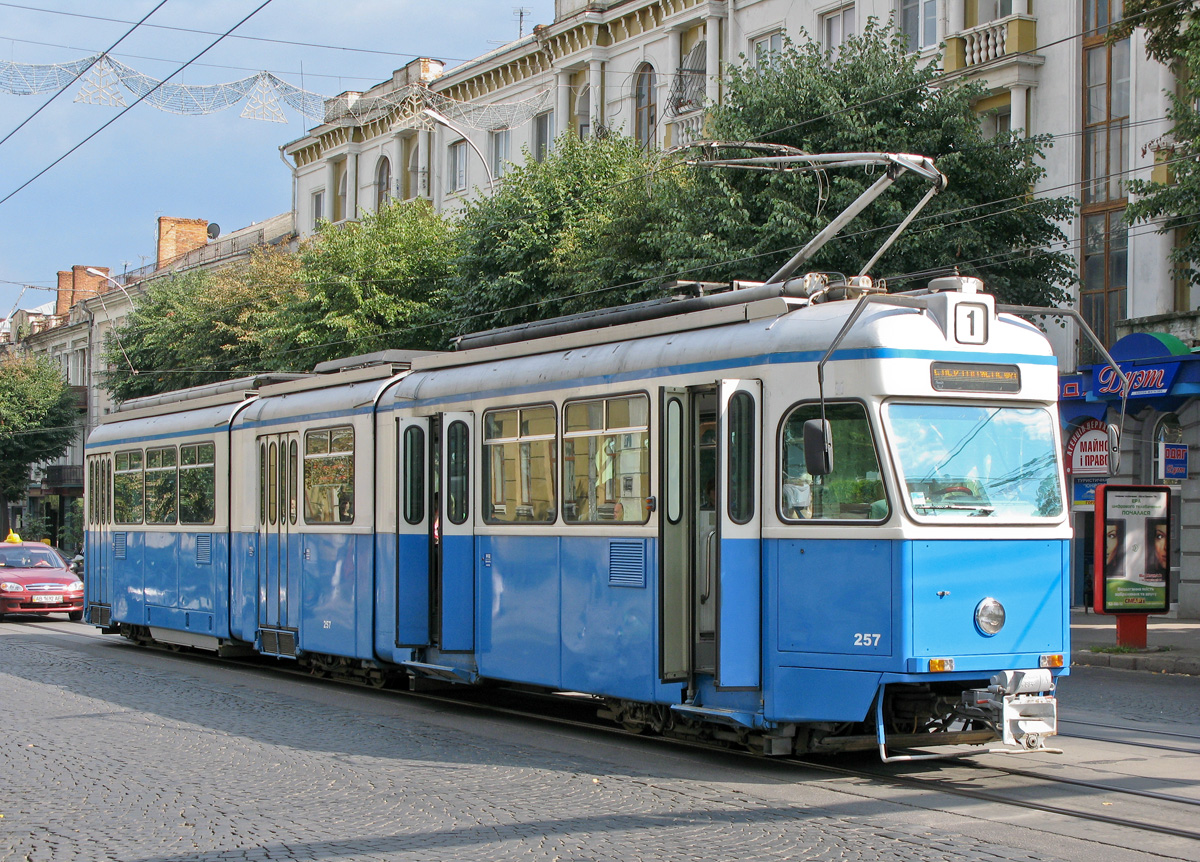
Tramway de Vinnytsia.

La ville possède un réseau de tramways, composé de cinq lignes ainsi qu'une gare de chemin de fer et un aéroport de Vinnitsia.

## Personnalités
- Alexander Lerner (1913-2004), dissident soviétique.
- Mykhaïlo Kotsioubynsky (1864-1913), auteur ukrainien de romans et de nouvelles.
- Nikolaï Pirogov (1810-1881), médecin, fondateur de la Croix rouge russe, qui y passa sa retraite.
- Pavlo Khnykin, nageur, champion olympique à Barcelone en 1992.
- Donatas Piskun, lutteur, qui remporta la médaille de bronze sur le Championnat du monde 2008 au Universal Fight.
- Yuriy Zavalnyouk, acteur, formé au conservatoire national supérieur d'art dramatique de Paris, entame par la suite une carrière nationale et internationale au théâtre et au cinéma.
- Volodymyr Hroïsman, premier ministre d'Ukraine (14 avril 2016–29 août 2019).
- Tosia Malamud (1923-2008), sculptrice.
- Natalia Kalmykova nommée ministre en 2024.

## Jumelages
La ville de Vinnytsia est jumelée avec :
- Kielce (Pologne) ;
- Peterborough (Angleterre) ;
- Birmingham (États-Unis) (Alabama) ;
- Bat Yam (Israël) ;
- Bursa (Turquie) ;
- Panevėžys (Lituanie) ;
- Karlsruhe (Allemagne) ;
- Nancy (France, jumelage sollicité par la ville de Vinnytsia après le début de la guerre en Ukraine).